# Joegoslavië op de Olympische Winterspelen 1988
Tijdens de Olympische Winterspelen van 1988, die in Calgary (Canada) werden gehouden, nam Joegoslavië voor de dertiende keer deel.

## Medailleoverzicht
| Sport          | Olympiër                                             | Discipline                   | Medaille |
| -------------- | ---------------------------------------------------- | ---------------------------- | -------- |
| Alpineskiën    | Mateja Svet                                          | slalom (v)                   | Zilver   |
| Schansspringen | Primož Ulaga Matjaž Zupan Matjaž Debelak Miran Tepeš | grote schans team (m)        | Zilver   |
| Schansspringen | Matjaž Debelak                                       | grote schans individueel (m) | Brons    |

## Deelnemers en resultaten

### Alpineskiën
| Olympiër       | Discipline       | Resultaat | Prestatie                       |
| -------------- | ---------------- | --------- | ------------------------------- |
| Grega Benedik  | slalom (m)       | 9e        | 1.41,38 (+1,91) 52,34+49,04     |
| Klemen Bergant | super g (m)      | 16e       | 1.43,41 (+3,75)                 |
| Klemen Bergant | reuzenslalom (m) | 15e       | 2.11,04 (+4,67) 1.07,16+1.03,88 |
| Klemen Bergant | slalom (m)       | dnf-1     | opgave run 1                    |
| Tomaž Čižman   | super g (m)      | 9e        | 1.42,47 (+2,81)                 |
| Tomaž Čižman   | reuzenslalom (m) | dnf-2     | opgave run 2 1.06,16+dnf        |
| Rok Petrovič   | reuzenslalom (m) | 9e        | 2.09,32 (+2,95) 1.06,31+1.03,01 |
| Rok Petrovič   | slalom (m)       | 11e       | 1.41,63 (+2,16) 53,05+48,58     |
| Robert Žan     | reuzenslalom (m) | 23e       | 2.12,18 (+5,81) 1.07,67+1.04,51 |
| Robert Žan     | slalom (m)       | dnf-1     | opgave run 1                    |
|                |                  |           |                                 |
| Mojca Dežman   | reuzenslalom (v) | 18e       | 2.14,36 (+7,87) 1.04,12+1.10,24 |
| Mojca Dežman   | slalom (v)       | 9e        | 1.40,21 (+3,52) 50,86+49,35     |
| Veronika Šarec | super g (v)      | 27e       | 1.23,17 (+4,14)                 |
| Veronika Šarec | reuzenslalom (v) | dnf-2     | opgave run 2 1.02,73+dnf        |
| Veronika Šarec | slalom (v)       | dnf-1     | opgave run 1                    |
| Mateja Svet    | super g (v)      | 20e       | 1.21,96 (+2,93)                 |
| Mateja Svet    | reuzenslalom (v) | 4e        | 2.07,80 (+1,31) 1.00,95+1.06,85 |
| Mateja Svet    | slalom (v)       | Zilver    | 1.38,37 (+1,68) 49,21+49,16     |
| Katra Zajc     | reuzenslalom (v) | 15e       | 2.12,48 (+5,99) 1.02,87+1.09,61 |
| Katra Zajc     | slalom (v)       | dnf-2     | opgave run 2 51,06+dnf          |

### Biatlon
| Olympiër     | Discipline | Resultaat | Prestatie                                   |
| ------------ | ---------- | --------- | ------------------------------------------- |
| Jure Velepec | 10 km (m)  | 53e       | 28.21,9 (+3.13,8) pen.: 2 (2 + 0)           |
| Jure Velepec | 20 km (m)  | 35e       | 1:03.15,6 (+7.42,3) pen.: 4 (1 + 1 + 1 + 1) |

### Bobsleeën
| Olympiër                             | Discipline                  | Resultaat | Prestatie                                              |
| ------------------------------------ | --------------------------- | --------- | ------------------------------------------------------ |
| Borislav Vujadinović Miro Pandurević | 2-mansbob (m) Joegoslavië I | 28e       | 4.03,50 (+10,02) (59,63 / 1.00,70 / 1.02,28 / 1.00,89) |

### Kunstrijden
| Olympiër         | Discipline | Resultaat | Prestatie                                                        |
| ---------------- | ---------- | --------- | ---------------------------------------------------------------- |
| Željka Čižmešija | vrouwen    | 22e       | 44,0 punten (verpl. figuren: 20 - korte kür: 25 - lange kür: 22) |

### Langlaufen
| Olympiër      | Discipline            | Resultaat | Prestatie            |
| ------------- | --------------------- | --------- | -------------------- |
| Sašo Grajf    | 15 km klassiek (m)    | 44e       | 46.12,3 (+4.53,4)    |
| Sašo Grajf    | 30 km klassiek (m)    | 53e       | 1:36.19,2 (+11.52,9) |
| Sašo Grajf    | 50 km vrije stijl (m) | 52e       | 2:23.47,1 (+19.16,2) |
| Janež Kršinar | 15 km klassiek (m)    | 39e       | 45.54,8 (+4.35,9)    |
| Janež Kršinar | 30 km klassiek (m)    | 34e       | 1:32.02,1 (+7.35,8)  |
| Janež Kršinar | 50 km vrije stijl (m) | 30e       | 2:12.33,5 (+8.02,6)  |

### Schaatsen
| Olympiër         | Discipline | Resultaat | Prestatie        |
| ---------------- | ---------- | --------- | ---------------- |
| Behudin Merdović | 500 m (m)  | 35e       | 56,21 (+19,76)   |
| Behudin Merdović | 1000 m (m) | 35e       | 1.23,88 (+10,85) |
| Behudin Merdović | 1500 m (m) | 39e       | 2.06,11 (+14,05) |
|                  |            |           |                  |
| Bibija Kerla     | 500 m (v)  | 30e       | 44,47 (+5,37)    |
| Bibija Kerla     | 1000 m (v) | 26e       | 1.30,89 (+13,24) |
| Bibija Kerla     | 1500 m (v) | 28e       | 2.21,69 (+21,01) |

### Schansspringen
| Olympiër                                                  | Discipline                     | Resultaat | Prestatie |
| --------------------------------------------------------- | ------------------------------ | --------- | --- |
| Matjaž Debelak                                            | grote schans individueel (m)   | Brons     | 207,7 punten 107,6 p. (113,0 m) + 100,1 p. (108,0 m) |
| Rajko Lotrič                                              | normale schans individueel (m) | 26e       | 180,1 punten 105,6 p. (85,0 m) + 74,5 p. (74,0 m) |
| Miran Tepeš                                               | normale schans individueel (m) | 4e        | 211,2 punten 106,0 p. (84,0 m) + 105,2 p. (83,5 m) |
| Miran Tepeš                                               | grote schans individueel (m)   | 10e       | 194,8 punten 98,4 p. (105,0 m) + 96,4 p. (102,5 m) |
| Primož Ulaga                                              | normale schans individueel (m) | 30e       | 177,1 punten 105,8 p. (84,5 m) + 71,3 p. (72,0 m) |
| Primož Ulaga                                              | grote schans individueel (m)   | 40e       | 161,0 punten 72,2 p. (94,5 m) + 88,8 p. (101,0 m) |
| Matjaž Zupan                                              | normale schans individueel (m) | 16e       | 190,0 punten 102,6 p. (85,0 m) + 87,4 p. (78,0 m) |
| Matjaž Zupan                                              | grote schans individueel (m)   | 9e        | 195,8 punten 110,0 p. (111,5 m) + 85,8 p. (98,5 m) |
| Team Primož Ulaga Matjaž Zupan Matjaž Debelak Miran Tepeš | grote schans team (m)          | Zilver    | 625,5 punten 92,7 p. (102,0 m) + 108,4 p. (110,0 m) 106,7 p. (109,5 m) + 104,8 p. (108,5 m) 104,1 p. (110,5 m) + 103,4 p. (110,0 m) 98,1 p. (103,0 m) + 94,7 p. (102,0 m) |

Amerikaanse Maagdeneilanden · Andorra · Argentinië · Australië · België · Bolivia · Bondsrepubliek Duitsland · Bulgarije · Canada · Chili · China · Chinees Taipei · Costa Rica · Cyprus · Denemarken · Duitse Democratische Republiek · Fiji · Filipijnen · Finland · Frankrijk · Griekenland · Groot-Brittannië · Guam · Guatemala · Hongarije · IJsland · India · Italië · Jamaica · Japan · Joegoslavië · Libanon · Liechtenstein · Luxemburg · Marokko · Mexico · Monaco · Mongolië · Nederland · Nederlandse Antillen · Nieuw-Zeeland · Noord-Korea · Noorwegen · Oostenrijk · Polen · Portugal · Puerto Rico · Roemenië · San Marino · Sovjet-Unie · Spanje · Tsjecho-Slowakije · Turkije · Verenigde Staten · Zuid-Korea · Zweden · Zwitserland